# Hystrix sibirica
Hystrix sibirica är en gräsart som först beskrevs av Ernst Rudolf von Trautvetter, och fick sitt nu gällande namn av Carl Ernst Otto Kuntze. Hystrix sibirica ingår i släktet Hystrix och familjen gräs. Inga underarter finns listade i Catalogue of Life.